# Google Takeout

Image de présentation de Google Takeout

Google Takeout est une plate-forme de Google créée par le Google Data Liberation Front permettant à l'utilisateur de télécharger les données qu'il a mises sur certains services Google, en format ouvert. Le GDLF espère que faciliter la possibilité pour les utilisateurs de quitter Google les incitera à y rester.

## Services Google concernés
- Google+ +1s, Cercles, Pages et posts
- posts Blogger
- posts Google Buzz
- Google Contacts
- fichiers Google Drive
- Google Latitude
- albums Picasa
- Google Profile
- sites Google Reader
- configurations Google Voice
- videos YouTube
- mails Gmail

Le Google Data Liberation Front déclare sur son site officiel qu'il s'agit seulement du début, et que d'autres services seront téléchargeables.